# Torneo de Halle 2018
El Gerry Weber Open 2018 fue un torneo de tenis jugado en césped al aire libre. Fue la 26.ª edición del Gerry Weber Open, y formó parte de la gira mundial ATP World Tour 2018 en la categoría ATP 500 series. Se llevó a cabo en Halle, Alemania, del 18 al 24 de junio de 2018.

## Distribución de puntos
| Modalidad            | Campeón | Finalista | Semifinales | Cuartos de final | 2.ª ronda | 1.ª ronda | Clasificados | 2.ª ronda de clasificación | 1.ª ronda de clasificación |
| Individual masculino | 500     | 330       | 200         | 100              | 50        | 0         | 25           | 13                         | 0                          |
| Dobles masculino     | 500     | 300       | 180         | 90               | –         | –         | 45           | 25                         | 0                          |

## Cabezas de serie

### Individual masculino
| Tenista               | Ranking | Preclasificado |
| Roger Federer         | 1       | 1              |
| Alexander Zverev      | 3       | 2              |
| Dominic Thiem         | 7       | 3              |
| Roberto Bautista      | 16      | 4              |
| Lucas Pouille         | 17      | 5              |
| Philipp Kohlschreiber | 22      | 6              |
| Kei Nishikori         | 26      | 7              |
| Richard Gasquet       | 30      | 8              |

- Ranking del 11 de junio de 2018.[2]

### Dobles masculino
| Tenista                                | Ranking | Preclasificado |
| Łukasz Kubot Marcelo Melo              | 7       | 1              |
| Nikola Mektić Alexander Peya           | 38      | 2              |
| Aisam-ul-Haq Qureshi Jean-Julien Rojer | 43      | 3              |
| Ivan Dodig Rajeev Ram                  | 46      | 4              |

## Campeones

### Individual masculino
Borna Ćorić venció a  Roger Federer por 7-6(8-6), 3-6, 6-2

### Dobles masculino
Łukasz Kubot /  Marcelo Melo vencieron a   Alexander Zverev /  Mischa Zverev por 7-6(7-1), 6-4